# Реклама в компьютерных играх
Реклама в компьютерных играх (англ. in-game advertising) — реклама, использующая компьютерные и видеоигры как новый канал продвижения продукта/бренда. 
В 2005 году объем рынка рекламы в играх составил 56 миллионов долларов США. По данным компании Massive Inc эта цифра должна вырасти до 1,8 миллиарда долларов США в 2010 году. Есть и другая меньшая оценка — 732 миллиона долларов США по данным компании Yankee Group. C 2007 года реклама в компьютерных играх охватывает несколько независимых сегментов игровой индустрии: видеоигры, PC-игры, casual-игры (скачиваемые с веб-ресурсов), онлайн-игры, флеш-игры (размещаемые на веб-сайтах).

Пример использования рекламы в компьютерном автосимуляторе Need for Speed: Hot Pursuit (2010)

## Данные по России
В России реклама в компьютерных и видеоиграх не так давно получила развитие. До 2005 года попадание рекламы в игры носило случайный характер. С 2005 года в России стали появляться специализированные агентства, активный интерес к размещению рекламы стал проявляться и со стороны разработчиков игр.
В России предлагается тот же набор возможностей по размещению рекламы в играх, что и на западе. Однако названия/обозначения вариантов размещения от компании к компании варьируются. Ниже приведена одна из классификаций, где выделено три основные категории (на примере компании «НИВ»).
- «Игра бренда» — компьютерная игра создаётся непосредственно под продукт. Это может быть, например, флеш-игра, доступная через Интернет, на сайте компании или распространяемая бесплатно среди состоявшихся и потенциальных клиентов. Или полноценная компьютерная игра с хорошей графикой и сложным сюжетом.
- Широко известный product placement в играх возможен в двух вариантах: статическое и активное. При статическом размещении бренда или продукта задействуются биллборды на улицах, растяжки, плакаты в помещениях и вне их, борта гоночной трассы, одежда героев и т. д. Несомненный плюс — отсутствие другой рекламы.
- Активное размещение — это уже упоминавшееся взаимодействие игрока с рекламируемым продуктом или брендом, встроенным в сценарий игры.

Наконец с 2007 года в России стартовала отечественная технология динамической рекламы сначала в casual-играх, а с февраля 2008 года и в PC-играх. Динамическая реклама в играх позволяет обновлять рекламные сообщения в игре и получать детальную отчетность о проведенных рекламных кампаниях.
Основным аргументом за неизбежность развития этого вида рекламы и в России часто приводят слова о «вынужденности» игрока обращать внимание на рекламируемый продукт и использовать его в процессе игры (последнее в случае активного размещения). Частый пример — полезность сока, шоколада. Герой игры употребляет добытый или найденный напиток или батончик, и его силы восстанавливаются.

## Цифры по России
Геймеры — это разнородная аудитория. Большинство пользователей игр не идентифицирует себя с этим термином. Если сравнивать исследования, проведенные различными компаниями не раньше января 2006 года, то можно получить следующий портрет российского геймера.
По данным исследования Comcon Media: в России в первой половине 2006 года в компьютерные игры с разной периодичностью играет в среднем около 16 млн человек. 40-45 % из них — женщины. Геймеры отличаются своей молодостью по сравнению с населением в целом. Наиболее частые игроки — это люди в возрасте 10-34 года. Половина игроков имеет высшее образование, треть — среднее и среднее специальное. 60 % имеет потребительскую активность высокую и выше среднего. При этом средний геймер уделяет игре от 3 до 15 часов в неделю.
Первые исследования российской аудитории начались благодаря серии исследовательских заказов EnterMedia. В конце 2005 года свои данные представил Ромир Мониторинг: 80% активных (заходящих в Сеть раз в неделю и чаще) пользователей Интернета как минимум 1 раз за последние 6 месяцев играли в ту или иную компьютерную или видеоигру. Такие данные были получены в результате онлайн-опроса 1500 интернетчиков.
Самыми популярными жанрами игр оказались логические игры, стратегии и action. Именно эти жанры обеспечивают практически массовый охват игровой Интернет-аудитории — как играющих на компьютерах и ноутбуках, так и играющих на мобильных телефонах, КПК и приставках.
Основной аудиторией логических игр оказались мужчины и женщины старше 30 лет, причем наибольшей популярностью такие игры пользуются  в возрастной группе 40+. Если в  компьютерные варианты азартных и настольных игр — карты, шахматы, шашки и другие  играли примерно равное количество мужчин (37%) и женщин (43%), то основными потребителями компьютерных вариантов логических игр (Tetris, Lines и т.п.) являются женщины (в такие игры играли 44% женщин и 22% мужчин). Среди геймеров до 30 лет в логические игры играли около трети опрошенных, а выше всего процент любителей азартных и настольных игр оказался среди игроков 45+ (63%).
Типичный любитель стратегий — это молодой (до 30 лет) мужчина, причем если пошаговые стратегии привлекают мужчин и женщин в равной степени, то стратегии в режиме реального времени в первую очередь интересны мужчинам (за последние полгода в них играли 28% мужчин и лишь 8% женщин).
Аудиторию игр жанра action составляют также преимущественно молодые мужчины — в трехмерные боевики, такие, как Doom, играло 42% мужчин и лишь 7% женщин. Игры action в первую очередь популярны среди людей от 14 до 20 лет (42% игроков), с увеличением возраста количество любителей action снижается и составляет всего лишь 10% среди геймеров старше 45 лет.
Следует отметить также, что проведенные исследования не показали отрицательного восприятия геймерами встреченной в играх рекламы. Так, по данным исследования, проведенным ИД Gameland, 51 % игроков положительно относится к рекламе в игре, если она не раздражает, еще 23,7 % заняли равнодушную позицию.
Из последних российских исследований интересны материалы от Grand Prix Research, посвященные оценке эффективности размещения Corbina Telecom в игре Дневной Дозор:
- Интеграция рекламы в игровое пространство, в случае, если она не отвлекает игрока от основного игрового сюжета и не препятствует выполнению игровых задач, способствует развитию и увеличению привлекательности игры. Однако нужно иметь в виду, что если рекламы в игре будет много, этот эффект будет выражен менее сильно (яркость положительных эмоций будет слабее), а при навязчивых рекламных сообщениях (чего опасаются геймеры), может вызвать обратную реакцию — негативные эмоции.

- Несмотря на то, что на прохождение брендированного уровня тратилось в среднем столько же времени, сколько на другие, и уровень не отличался по сложности от остальных, более 50% респондентов отметили его как самый интересный, а 64% — как самый запомнившийся. С учетом относительной равности уровней между собой по «интересности», можно с большой вероятностью предположить, что высокие показатели связаны с появлением на этом уровне бренда из реальной жизни.

- Выявлен высокий показатель запоминаемости (спонтанное знание) размещенной рекламы. Более 81% респондентов вспомнили, что в игре упоминалась компания «Корбина Телеком».

- Выявлен высокий показатель привлекательности рекламного сообщения и использованной формы коммуникации для игроков. 75% респондентов отметили, что при отсутствии «Корбины Телеком» в игре — наличии вместо неё вымышленной компании — «было бы хуже». При этом 67% игроков отметили, что введение реального бренда в игру сделало её интереснее.

- Среди основных характеристик, которыми был наделен бренд игроками, стали «современность», «мощь» и «сила». Подавляющее большинство игроков — 73% — считают размещение «полезным для имиджа компании». При этом, несмотря на указываемые игроками недостатки в обслуживании, тарифах, качестве услуг и т.п. — 69% игроков выразили мнение, что компания «Корбина» им нравится.

## Usability аспект
- Реклама косвенная/скрыто — обычно весьма однообразит игру (напр., однообразие марок машин от одного производителя в некоторых версиях игры Need For Speed)
- Реклама прямая в играх — часто отвлекает, раздражает, и непременно всегда возвращает игрока в реальный мир, что ухудшает играбельность
- Реклама прямая баннерами в ПО — в случае интересных пользователю предложений — отвлекает от возможно важной или спешной деятельности [на работе], многих раздражает, и непременно всегда приводит к трате времени

## Моральный аспект
- Вопреки заявлениям всевозможных (чаще явно заангажированных) компаний и «независимых экспертов» о терпимости, а то и приемлемости, рекламы в играх — это является ложью. Что видно из аналогий — например, видеофильмов, просмотр которых всеми предпочитается в кинотеатре или на отдельном DVD-носителе, чем по телевидению с его рекламными вставками. Точно так же рекламно-бесплатные продукты в игровой индустрии — будут серьёзно мешать развитию коммерческих, а также полностью-бесплатных, точно так же, как это происходит в мире обычного ПО, постепенно всё больше вытесняя последние.
- возможность неограниченного подключения к сети интернет подобной программы, даже если исходить из того, что производителем в неё не заложено вредоносного кода — представляет серьёзную угрозу безопасности как частного компьютера так и серверов предприятий.
- По аналогии с обычными рекламными интернет-баннерами в игры непременно рано или поздно будут помещаться реклама с «нецензурным содержимым».

## Юридический аспект
Обычно никто из производителей/дистрибьюторов не зарегистрирован как заказчик рекламы в игре.

## Пародия в рекламе
- В игре Carmageddon II: Carpocalypse Now есть «реклама»: колготки Filodoro называются Fiasco (поражение), а Fanta проходит как Urina (моча).
- Названия брендов в играх серии Grand Theft Auto, а также их реклама пародируют существующие бренды.

## Примеры рекламных игр и рекламы в играх/ПО
- Mercedes-Benz World Racing и World Racing 2 — гоночные игры, прямо посвящённые продукции компании Mercedes и спродюсированные ею;
- Любые игры вообще с автомобилями (напр., серия NFS) или любой другой техникой известных брендов, включая с использованием ненастоящих именований (напр., серия GTA);
- Любые игры вообще с оружием известных брендов (почти все игры с использованием оружия, кроме с мистико-/футуристических моделей);
- Любые игры вообще с любым логотипом/лого-роликом (перед меню) используемых программных библиотек/компонент (графический движок, физический, и т. д.);
- Любые игры вообще с любым логотипом/лого-роликом (перед меню или в autorun’e), указывающим текст вроде ~«Оптимизировано под %такое-то оборудование%»;
- Любые игры вообще с любым логотипом/лого-роликом (перед меню или в autorun’e) дистрибьюторов (это всего лишь продавец);
- Любые игры вообще с любым логотипом/лого-роликом (перед меню или в autorun’e) производителя программы/игры (не считая краткого текстового упоминания обычным шрифтом и вынесенного в пункт меню «О продукте/About» и в файлах документации как официальный идентификатор производителя, с указанием страны-производителя);
- Задание в имени дополнительной вложенности файловой папки с продуктом — именования дистрибьюторов, производителя или рекламируемой фирмы/продукта;
- Задание в имени папки стартового меню ОС с продуктом — именования дистрибьюторов, производителя или рекламируемой фирмы/продукта;
- Задание в имени папки конфигурационных настроек (для MS OS — в реестре) — именования дистрибьюторов, производителя или рекламируемой фирмы/продукта;
- Задание в имени продукта — именования производителя, дистрибьюторов, или рекламируемой фирмы/продукта (пример — Microsoft® Windows, Microsoft® Office, Microsoft® Word, и тд);
- Показ интернет-ссылки (в том числе при подключении к серверам online-игры) на компании производителя, дистрибьюторов, или рекламируемой фирмы/продукта.